# Liste der Biografien/Erk
Liste der Biografien |
Portal Biografien |
Personensuche
# |
A |
B |
C |
D |
E |
F |
G |
H |
I |
J |
K |
L |
M |
N |
O |
P |
Q |
R |
S |
T |
U |
V |
W |
X |
Y |
Z |
?
 
Ea |
Eb |
Ec |
Ed |
Ee |
Ef |
Eg |
Eh |
Ei |
Ej |
Ek |
El |
Em |
En |
Eo |
Ep |
Eq |
Er |
Es |
Et |
Eu |
Ev |
Ew |
Ex |
Ey |
Ez
 
Era |
Erb |
Erc |
Erd |
Ere |
Erf |
Erg |
Erh |
Eri |
Erj |
Erk |
Erl |
Erm |
Ern |
Ero |
Erp |
Err |
Ers |
Ert |
Eru |
Erv |
Erw |
Erx |
Ery |
Erz
Die Liste der Biografien führt alle Personen auf, die in der deutschsprachigen Wikipedia einen Artikel haben. Dieses ist eine Teilliste mit 86 Einträgen von Personen, deren Namen mit den Buchstaben „Erk“ beginnt.

## Erk
- Erk, Daniel (* 1980), deutscher Journalist und Sachbuchautor
- Erk, Edmund Frederick (1872–1953), US-amerikanischer Politiker
- Erk, Emil (1871–1941), deutscher Maler
- Erk, Fritz (1857–1919), deutscher Meteorologe
- Erk, Ludwig (1807–1883), deutscher Musiklehrer und Komponist
- Erk, Marius (* 1996), deutscher Eishockeyspieler
- Erk, Selim (* 1990), deutsch-türkischer Fußballschiedsrichter
- Erk, Sigmund (1895–1939), deutscher technischer Physiker
- Erk, Wilhelm (1840–1912), Landtagsabgeordneter Großherzogtum Hessen

### Erka
- Erkal, İbrahim (1966–2017), türkischer Sänger, Songwriter und Schauspieler
- Erkal, Rebii (1911–1985), türkischer Fußballspieler und -trainer
- Erkalp, David (* 1974), deutscher Politiker (CDU), MdHB
- Erkamps, Macoy (* 1995), kanadischer Eishockeyspieler
- Erkan, Adnan (* 1968), türkischer Fußballtorhüter
- Erkan, Enes (* 1987), türkischer Karateka
- Erkan, Hafize Gaye (* 1979), türkisch-US-amerikanische Bankerin und Managerin
- Erkan, Mustafa (* 1984), deutsch-türkischer Industriemechaniker und Politiker (SPD, AKP)Mustafa Erkan (* 1984)

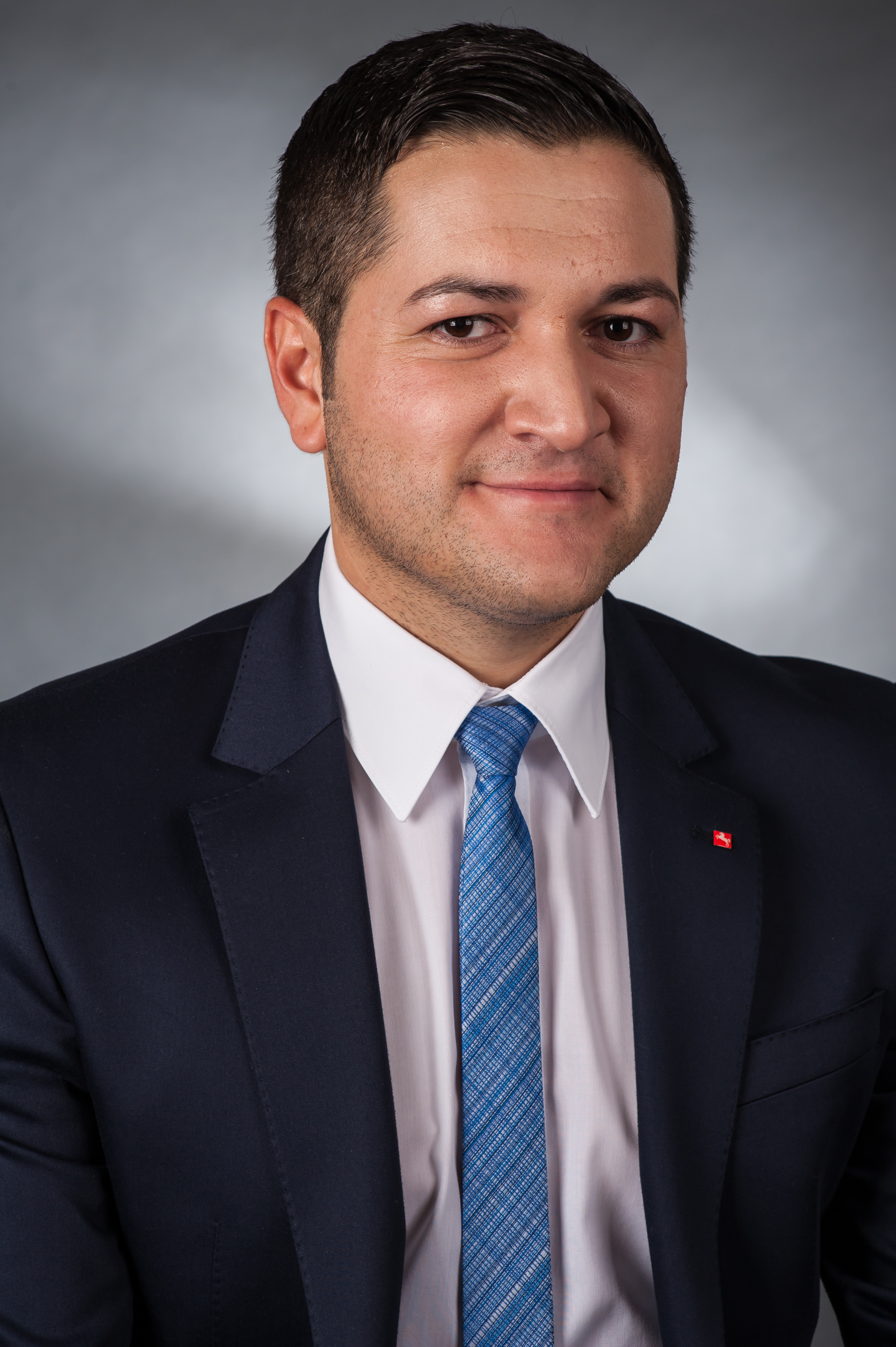
Mustafa Erkan (* 1984)

- Erkan, Teoman (* 1992), türkischer Fußballspieler
- Erkan, Yaşar (1911–1986), türkischer Ringer
- Erkanat, Deniz (* 1948), türkische Schauspielerin
- Erkanbald († 1021), Erzbischof von Mainz
- Erkanbald von Straßburg († 991), Bischof von Straßburg (965–991)
- Erkanbert von Minden († 830), Bischof von Minden
- Erkasap, Müfit (* 1957), türkischer Fußballspieler
- Erkau, André (* 1968), deutscher Regisseur und Drehbuchautor
- Erkaya, Güven (1938–2000), türkischer Admiral
- Erkazan, Cengiz (* 1946), türkischer Fußballspieler

### Erke
- Erke, Elisabeth (* 1962), norwegisch-samische Politikerin
- Erke, Heiner (1939–2007), deutscher Psychologe
- Erkek, Ecem (* 1989), türkische Schauspielerin
- Erkel, Bram van (* 1932), niederländischer Fernsehregisseur
- Erkel, Esther (* 1939), Schweizer Pianistin und Musikpädagogin
- Erkel, Ferenc (1810–1893), ungarischer KomponistFerenc Erkel (1810–1893)

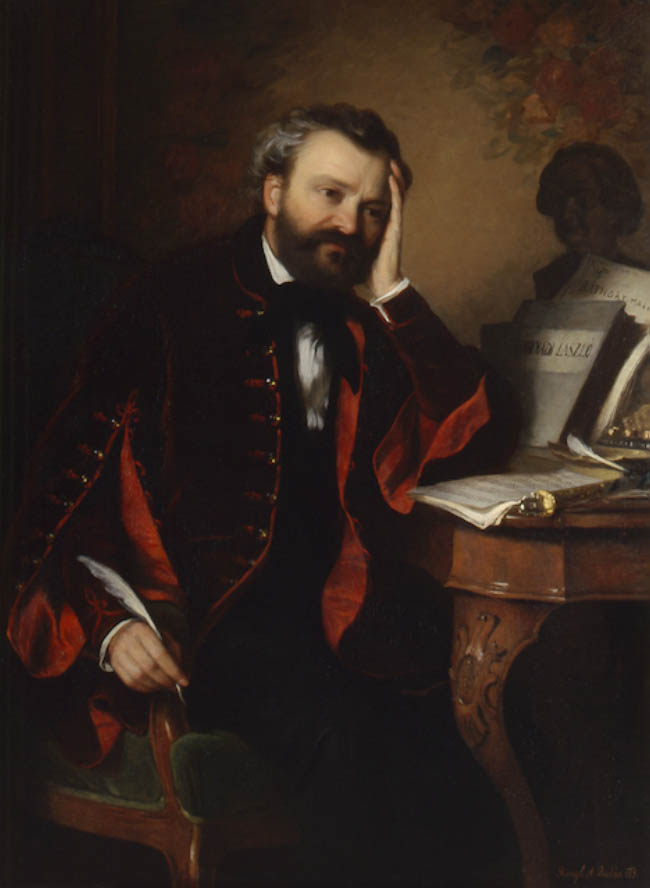
Ferenc Erkel (1810–1893)

- Erkel, Günther (1924–1993), deutscher Jurist und Staatssekretär
- Erkel, Willi (1913–2002), deutscher Politiker (SPD), MdL
- Erkelens, Cees (1889–1959), niederländischer Radrennfahrer
- Erkelenz, Anton (1878–1945), deutscher Gewerkschaftsführer, Politiker (DDP, SPD), MdR
- Erkelenz, Carl Hanns (1907–1993), deutscher Verlagsleiter und Schriftsteller
- Erken, Ece (* 1978), türkische Schauspielerin, Hörfunk- und Fernsehmoderatorin
- Erken, Günther (* 1933), deutscher Theaterwissenschaftler und Dramaturg
- Erkenbert, Abt des Klosters Waldsassen
- Erkenbert von Frankenthal († 1132), katholischer Priester, Klosterstifter, Seliger im Bistum Speyer
- Erkenbert von Homburg († 1128), Abt von Corvey
- Erkenbrecher, Uwe (* 1954), deutscher Fußballspieler und -trainer
- Erkenbrecher, Yannick (* 1983), deutscher Fernsehjournalist und Sportmoderator
- Erkens, August (1908–1988), deutscher Maler
- Erkens, Franz-Reiner (* 1952), deutscher Historiker
- Erkens, Josephine (1889–1974), Polizeifürsorgerin
- Erkens, Peter (1898–1972), deutscher Politiker (Zentrum, CDU), MdL
- Erkens, Reni (1909–1987), deutsche Schwimmerin
- Erkenwald († 693), Bischof der Ostsachsen und Heiliger
- Erker, August (1879–1951), deutschamerikanischer Ruderer
- Erker, Gerhard (* 1946), deutscher Chemiker
- Erker, Jacob (* 1975), kanadischer Radrennfahrer
- Erker, Paul (* 1959), deutscher Historiker und Hochschullehrer
- Erkers, Frida (* 1992), schwedische Skilangläuferin
- Erkes, Eduard (1891–1958), deutscher Sinologe und Ethnologe
- Erkes, Heinrich (1864–1932), deutscher Kaufmann, Islandforscher und Politiker
- Erkesso, Teyba (* 1982), äthiopische Langstreckenläuferin
- Erketü Qatun († 1612), mongolische Regentengattin

### Erki
- Erkılınç, Zeki (* 1998), niederländisch-türkischer Fußballspieler
- Erkin, Behiç (1876–1961), türkischer Soldat, Minister und Diplomat, Judenretter
- Erkin, Caner (* 1988), türkischer FußballspielerCaner Erkin (* 1988)

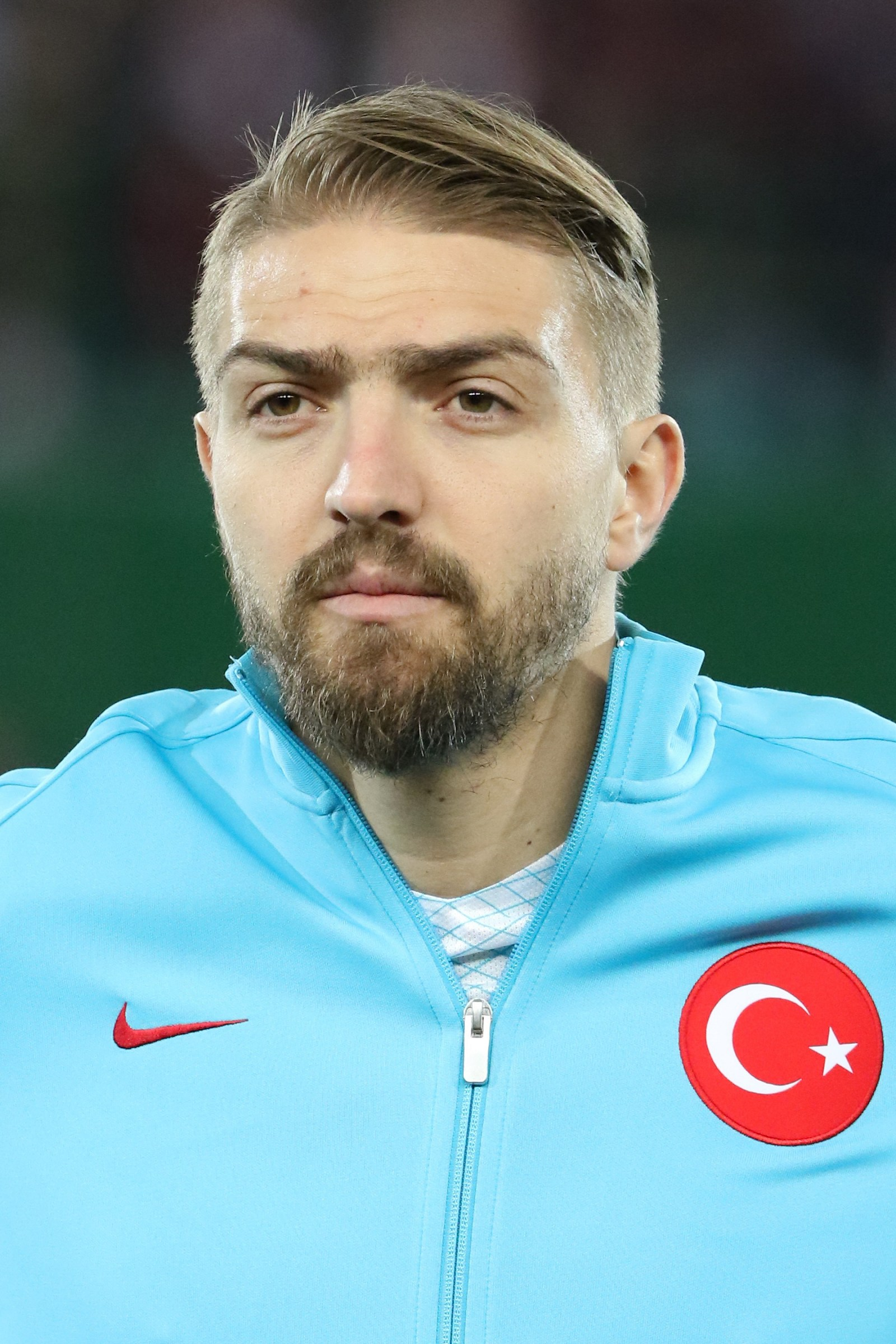
Caner Erkin (* 1988)

- Erkin, Feridun Cemal (1899–1980), türkischer Diplomat und Politiker
- Erkin, Ulvi Cemal (1906–1972), türkischer Komponist
- Erkinger, Adolf (* 1900), österreichischer Politiker (NSDAP), Landtagsabgeordneter
- Erkinger, Bernhard (* 1980), österreichischer Fußballspieler
- Erkinger, Stefan (* 1981), österreichischer Fußballspieler
- Erkinov, Hojimat (* 2001), usbekischer Fußballspieler

### Erkk
- Erkkilä, Eeli (1909–1963), finnischer Politiker, Mitglied des Reichstags und Minister
- Erkko, Eero (1860–1927), finnischer Journalist und Politiker, Mitglied des Reichstags
- Erkko, Elias (1863–1888), finnischer Schriftsteller, Literaturkritiker und Übersetzer
- Erkko, Juhana Heikki (1849–1906), finnischer Schriftsteller
- Erkkola, Sanne (* 1994), finnische Leichtathletin

### Erkm
- Erkmen, Ayşe (* 1949), türkische Objektkünstlerin und Bildhauerin
- Erkmen, Hayrettin (1915–1999), türkischer Politiker und Minister

### Erko
- Erkoç, Fatih (* 1953), türkischer Jazz- und Popmusiker (Posaune, Gesang, Komposition)
- Erkoç, Hasibe, türkische Boxerin
- Erkoçlar, Rüzgar (* 1986), türkischer Schauspieler
- Erkök, İlay (* 1993), türkische Schauspielerin
- Erkomaishvili, Anzor (1940–2021), georgischer Sänger, Komponist und Volksmusikforscher
- Erköse, Levent (* 1959), türkischer Fußballspieler

### Erks
- Erksan, Metin (1929–2012), türkischer Filmregisseur, Schauspieler und Kunsthistoriker

### Erku
- Erkul, Emin (1881–1964), türkischer Arzt und Politiker
- Erkul, Nur (* 1985), türkische Schauspielerin
- Erkurt, Melisa (* 1991), österreichische Journalistin und PublizistinMelisa Erkurt (* 1991)

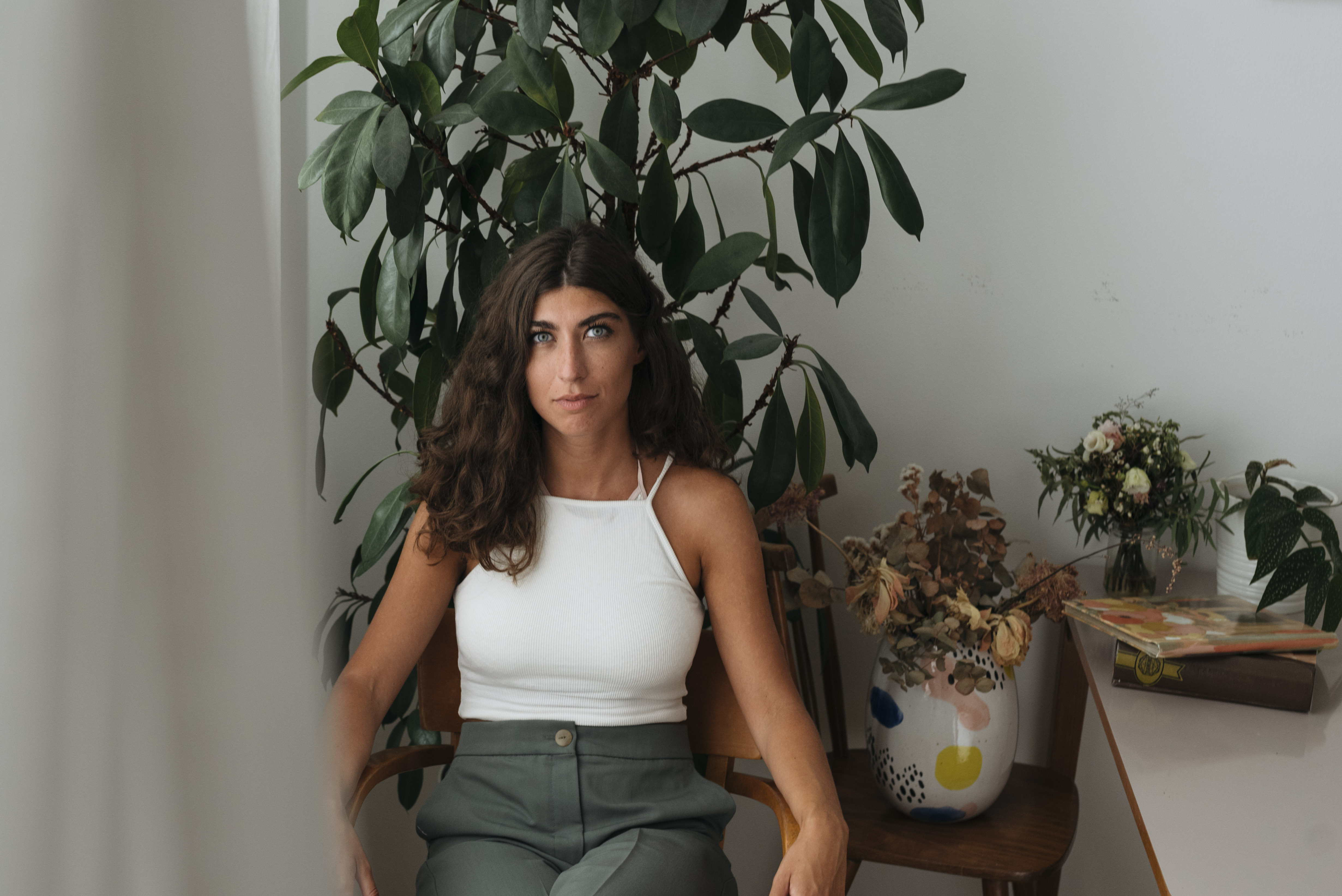
Melisa Erkurt (* 1991)